# Audubon (Iowa)
Audubon település az Amerikai Egyesült Államok Iowa államában, Audubon megyében, melynek megyeszékhelye is. Lakosainak száma 2053 fő (2020. április 1.).

## Népesség
A település népességének változása:

| 2010 | 2 176 |
| 2020 | 2 053 |